# Xiangfen
Xiangfen (襄汾县,  Xiāngfén Xiàn) ist ein chinesischer Kreis der bezirksfreien Stadt Linfen in der Provinz Shanxi. Er hat eine Fläche von 1.032 km² und zählt 425.553 Einwohner (Stand: Zensus 2020).
Die Dingcun-Stätte (Dingcun yizhi 丁村遗址) des paläolithischen Dingcun-Menschen (丁村人), die Bürgerhäuser von Dingcun (Dingcun mingzhai 丁村民宅) aus der Zeit der Ming- und Qing-Dynastie, die Taosi-Stätte (Taosi yizhi 陶寺遗址) der neolithischen Longshan-Kultur, die traditionellen Gebäude von Fencheng (Fencheng gu jianzhuqun 汾城古建筑群) und der Pujing-Tempel (Pujing si 普净寺) stehen auf der Liste der Denkmäler der Volksrepublik China.